# Geoffrey Arthur Holland Pearson
Geoffrey Arthur Holland Pearson (* 25. Dezember 1927 in Toronto; † 18. März 2008 in Ottawa) war ein kanadischer Botschafter.

## Leben
Pearson trat 1952 in den auswärtigen Dienst. Er studierte am Trinity College School, an der University of Toronto und der University of Oxford. Er war an den Botschaften in Paris und Mexiko-Stadt sowie der High Commission in Neu-Delhi akkreditiert.
Ende 1983 wurde Pearson als besondere Vertreter der Regierung von Pierre Trudeau für Rüstungskontrolle ernannt, im Jahr 1984 wurde er zum Canadian Institute for International Affairs abgeordnet. Von Januar 1985 bis 1991 war er Geschäftsführer der Denkfabrik, Canadian Institute for International Peace and Security.
Pearson war Vorsitzender der United Nations Association in Canada. 2000 wurde er Offizier im Order of Canada.

### Familie
Pearson war der Sohn von Maryon Pearson und Lester Pearson. Mit seiner Frau Landon Pearson hatte er fünf Kinder, darunter Patricia Pearson und Michael Pearson.

## Veröffentlichungen
- Seize the day. Lester B. Pearson and crisis diplomacy, 1993

| Vorgänger                   | Amt                                                                  | Nachfolger            |
| --------------------------- | -------------------------------------------------------------------- | --------------------- |
| Robert Arthur Douglass Ford | kanadischer Botschafter in Ulaanbaatar 10. Juli 1980 bis 7. Mai 1981 | Peter McLaren Roberts |
| Robert Arthur Douglass Ford | kanadischer Botschafter in Moskau 10. Juli 1980 bis 1981             | Peter McLaren Roberts |